# Malachi Kirby
Malachi Kirby (* 20. September 1989 in London) ist ein britischer Schauspieler.

## Leben
Malachi Kirby wurde in London als einziges Kind jamaikanischer Einwanderer in der zweiten Generation geboren und wuchs in einer Sozialsiedlung in Battersea im Süden von London auf. Als Kirby sechs Jahre alt war, starb sein Vater. Seine Mutter arbeitete für die Regierung. Weil Kirby eher verschlossen war, meldete sie ihn im Alter von 14 Jahren in einer Theatergruppe am Battersea Arts Center an. Später studierte Kirby in Teilzeit Schauspielerei an der Identity School of Acting, die von dem Schauspieler Femi Oguns insbesondere für Minderheiten gegründet wurde und Kirby sich leisten konnte. Zu anderen Absolventen der Schule gehörten unter anderem die Schauspieler John Boyega und Michaela Coel.
Nach einem weltweiten Casting erhielt Kirby 2015 die Hauptrolle in einer Neuauflage der Fernsehserie Roots nach einem Buch von Alex Haley, die ab Mai 2016 ausgestrahlt wurde. In der Serie ist Kirby in der Rolle von Kunta Kinte zu sehen. Kirby musste hierfür eine Diät und Gymnastik machen, Kanu fahren und die Sprache der Mandinka und deren Sitten und Gebräuche lernen und auch lernen, ohne Sattel zu reiten. Während die Serie im Rahmen der Emmy-Verleihung 2016 mehrfach nominiert wurde, ging Kirby hierbei leer aus.

## Filmografie
- 2008: Casualty (Fernsehserie, 1 Folge)
- 2009: The Bill (Fernsehserie, 1 Folge)
- 2008: Silent Witness (Fernsehserie, 2 Folgen)
- 2012: My Brother the Devil
- 2012: Payback – Tag der Rache (Offender)
- 2013: Gone Too Far
- 2014: EastEnders (Fernsehserie, 8 Folgen)
- 2014: Final Cut – Die letzte Vorstellung (The Last Showing)
- 2014: Kajaki
- 2015: Dough
- 2016: Roots (Fernsehserie)
- 2016: Black Mirror (Fernsehserie, Folge 3x05)
- 2016: Fallen – Engelsnacht (Fallen)
- 2017: The Machine
- 2019: Curfew (Fernsehserie, 8 Folgen)
- 2020: Devils (Fernsehserie, 10 Folgen)
- 2020: Lovers Rock
- 2020: Mangrove
- 2021: Yes, Chef! (Boiling Point)
- 2022: My Name Is Leon (Fernsehfilm)
- 2023: Wicked Little Letters
- seit 2024: A Thousand Blows (Fernsehserie)

## Auszeichnungen (Auswahl)
British Academy of Film and Television Arts Award
- 2021: Auszeichnung als Bester Nebendarsteller (Small-Axe-Filmreihe)[6]

Black Reel Award
- 2017: Nominierung als Bester Hauptdarsteller in einer Miniserie (Roots)[7]

NAACP Image Award
- 2017: Nominierung als Bester Darsteller – Fernsehfilm/Miniserie (Roots)[8]

Screen Nation Awards
- 2016: Auszeichnung als Rising Star